# Pedro Pérez (obispo)
Fray Pedro Pérez fue obispo  de Badajoz entre los años 1255 y 1266. Era natural de Valverde de Leganés, pueblo que está situado a unos veinte kilómetros al sur de Badajoz. Era de la Orden de Alcántara o franciscano y figura en los episcopologios primitivos como «Primus Epíscopus Pacensis». Convocó un  sínodo el 22 de marzo de 1255. Dejó la sede vacante el 1 de mayo de 1266.